# 群体的智慧
《群体的智慧：如何讓個人、 團隊、企業與社會變得更聰明》一书，首次出版于2004年，作者是詹姆斯·索诺维尔基（James Surowiecki）。在这本书中，作者阐述和主张这样一个观点：团体中，信息的集合往往有利于作出比每一个成员单独所做的决定要好得多的决策。作者在书中陈述大量实例研究和轶闻来说明观点，而且涉及到若干领域，其中主要的有经济学和心理学。
作者在本书开篇讲述了一个轶闻，是法蘭西斯·高爾頓（Francis Galton）对所述观点的支持：一个郡县里，全体社区成员对公牛重量估测的平均数十分接近真实值甚至是相当准确无误的。而这个平均数要比大多数成员的估量更接近牛的真实重量，也比任何一个熟悉牛的行家所作的单独存在的推测接近真实量。
这本中所阐述的对单独的个人观点的多样化的收集，不同于传统意义上理解的集体心理学。它却与统计学上的抽样理论有着极为相似的地方——一个通过集合了那些单独存在的个人判断所得到的结论，似乎更能够具有典型性，这种典型性代表了全体人类所能够想到的可能的结果，从而得到较为恰切的预言。
这本书的题目暗讽了查尔斯·麦凯（Charles Mackay）在1843年出版的《大众错觉与群体狂热》（Extraordinary Popular Delusions and the Madness of Crowds）一书。